# 软件许可证
軟體授權條款是一種具有法律性质的合同或指导，目的在規範受著作權保護的軟體的使用或散佈行為。通常的授權方式會允許用戶來使用單一或多份該軟體的複製，因為若無授權而徑予使用該軟體，將違反著作權法給予該軟體開發者的專屬保護。效用上來說，軟體授權是軟體開發者與其用戶之間的一份合約，用來保證在符合授權範圍的情況下，用戶將不會受到控告。
典型的軟件許可證授予被許可人（通常是最終用戶）以使用軟件的一個或多個副本的許可，否則這種使用可能會構成侵犯軟件所有者在版權下的專有版權。

## 授權方式

使用不同许可的软件的关系图

軟體的授權方式大致可分為與自由开源软件和專有軟件。其主要區別在授予使用者的權利有所不同。
| 條款               | 公有領域      | 寬鬆條款                                               | Copyleft (保護性條款)  | 條款                                                 | 專有軟件條款                   | 商業秘密           |
| ------------------ | ------------- | ------------------------------------------------------ | ---------------------- | ---------------------------------------------------- | ------------------------------ | ------------------ |
| 描述               | 授予所有權利  | 授予使用權，包括再許可權利（允許專有權及許可證兼容性） | 授予使用權並禁止專有權 | 只在非商業性用途下授予權利。或可與Copyleft結合使用。 | 傳統版權使用；無需授予任何權利 | 沒有可公開的資料   |
| 軟件所使用條款     | 公有領域、CC0 | MIT、Apache及MPL                                       | GPL、AGPL              | JRL、AFPL                                            | 專有軟件，沒有公共許可證       | 私人，只供內部使用 |
| 其他作品所使用條款 | 公有領域、CC0 | CC BY                                                  | CC BY-SA               | CC BY-NC                                             | 版權，沒有公共許可證           | 非公開             |

兩者之間在修改及重用軟件的權利概念上的明顯分別是：自由開源軟件將兩個權利都授予使用者，因此將可修改的源代碼與軟件捆綁在一起，這個情況稱為「開源」，而專屬軟件通常不會授予這些權利，因此會將源代碼隱藏起來，這種情況則稱為「封閉源碼」。
除了授予權利和對受版權保護的軟件的使用施加限制外，軟件許可通常還包含一些條款，這些條款在簽訂許可協議的各方之間分配責任和義務。在企業和商業軟件交易中，這些術語通常包括責任限制，保證和免責聲明，以及軟件侵犯任何人的知識產權時所需承擔的賠償責任等等。
版權保護範圍之外的未經許可的軟件可以是公有領域軟件（Public Domain），亦可以是未經分發，未經許可並作為內部商業秘密處理的軟件。相反來說，未經授權的分佈式軟件則完全受到版權保護，因此在版權期限到期後且進入公有領域之前，在法律上是不可用的，因為許可證完全不授予使用權，例如未經授權或被洩漏的軟件，這些項目被放置在例如GitHub之類的未指定許可證的公共軟件倉儲中。此外，在某些司法管轄區（例如德國法律）中，由於在達到版權期限之前自願將軟件移交給公共領域，因此也有授予類似公共领域的權利的許可證，例如CC0或WTFPL。

### 所有權及許可
許多專有或開源軟件公司都會出售帶有使用許可證的軟件副本。
在條款中並沒有任何商品轉讓給用戶的所有權，通常因為這沒有有效的終身軟件保證，亦沒有權利在網絡出售，出租，轉讓，複製或重新分配該軟件給他人。
在許可證中可能會規定其他法律條款，使用戶並不能以單獨或通過消費者組織來反對條款或對其進行法律談判，只可以接受條款，或者將軟件退還給供應商。為了可以有效地應用權利，用戶在購買前閱讀後，會在許可證中表示會強制性公開廣告，或者在歐盟法律下允許在使用者購買或安裝後提供一定時間來拒絕條款。
根據美國《數碼千禧年版權法案》第117節，即使使用者在電腦上使用該軟件進行非主要的複製或改編行為（即為有可能構成侵犯版權的行為），亦依然賦予擁有者在電腦上使用該軟件的明確權利，使其可以在電腦上使用該軟件，因而在法律上，除非軟件的終端用戶與軟件的擁有者不是同一人，否則終端用戶仍可以在沒有軟件發行商許可的情況下有權利且合法使用該軟件。

## 软件许可证和版权法
大多数分布式软件可以根据其许可类型进行分类(见下表)。
| 可授取的權利   | 自由軟件       | 使用寬鬆許可證的FOSS許可證 (如 BSD許可證) | 使用Copyleft的FOSS許可證 (如 GPL) | 免費軟件、 件及 免費增值軟件 | 專有軟件                                           | 密                                                                |
| -------------- | -------------- | ----------------------------------------- | --------------------------------- | ---------------------------- | -------------------------------------------------- | ----------------------------------------------------------------- |
| 持有版權       | 否             | 是                                        | 是                                | 是                           | 是                                                 | 非常嚴格                                                          |
| 表演權         | 是             | 是                                        | 是                                | 是                           | 是                                                 | 否                                                                |
| 展示權         | 是             | 是                                        | 是                                | 是                           | 是                                                 | 否                                                                |
| 複製權         | 是             | 是                                        | 是                                | 有時                         | 否                                                 | 擁有者會提出許多訴訟，多數為侵犯版權                              |
| 衍生作品       | 是             | 是                                        | 是                                | 否                           | 否                                                 | 否                                                                |
| 發行權         | 是             | 在同一許可證下適用                        | 在同一許可證下適用                | 有時                         | 否                                                 | 否                                                                |
| 再許可權       | 是             | 是                                        | 否                                | 否                           | 否                                                 | 否                                                                |
| 應用的軟件例子 | SQLite、ImageJ | Apache HTTP伺服器、                       | GIMP、OBS                         | IrfanView、Winamp、英雄聯盟  | Windows、大多數商業遊戲以及其DRM、Spotify、、TIDAL | 服務器端 雲端應用程序及服務, 司法科學應用程序和其他業務部門的工作 |

## 所有權與許可
許多專有軟體或開源軟體公司出售帶有使用許可的軟體副本。 不得將商品的所有權轉讓給使用者，使用者對軟體的終身可用權沒有保證，他們也無權在網路上出售、出租、贈送給他人、複製或重新分發。 許可條款與条件 (法律)可以規定進一步的法律條款，使用者不能單獨或透過消費者組織進行談判，並且可以唯一地接受或拒絕將產品退還給供應商。 當司法管轄區為購買後的商品 decline提供強制性時間（如歐盟法律）或許可條款的強制性公開廣告，以便使用者在購買前可讀時，該權利可以有效適用。
在美國，版权法第117條賦予特定軟體副本的所有者與計算機一起使用軟體的明確權利，即使與計算機一起使用軟體需要製作附帶副本或改編（否則可能構成侵犯版權的行為）。 因此，計算機軟體副本的所有者在法律上有權使用該軟體副本。 因此，如果軟體的終端使用者是各自副本的所有者，那麼終端使用者可以在沒有軟體釋出者許可的情況下合法使用該軟體。
由於許多專有“許可證”只列舉了使用者根據美國法典第17编 § 第117節,已經擁有的權利，並宣佈從使用者那裡剝奪權利，這些合同可能缺乏考慮。 專有軟體許可證通常宣稱，透過向軟體釋出者保留每個軟體副本的所有權，讓軟體釋出者更多地控制其軟體的使用方式。 這樣一來，第117條不適用於終端使用者，軟體釋出者可能會強迫終端使用者接受許可協議的所有條款，其中許多條款可能比版權法本身更具限制性。 關係的形式決定了它是租賃還是購買，例如UMG v. Augusto或Vernor v. Autodesk, Inc.公司
軟體應用程式和电子游戏等數位商品的所有權受到Steam等數位經銷商的“許可，不出售”EULA的挑戰。 在歐盟，歐洲法院認為，版權持有人不能根據首次銷售時窮盡版權的規則，在所有權轉讓時反對轉售數字銷售的軟體，因此質疑“許可，非銷售”EULA。 總部位於瑞士的公司UsedSoft創新了商業軟體的轉售，並在法庭上為這項權利而戰。 在歐洲，歐盟第2009/24/EC號指令明確允許交易二手計算機程式。

## 专有软件许可证
專有軟件許可證的特色是軟件發佈者會根據最終用戶許可協議（EULA）授予使用一個或以上軟件副本的權利，但這些副本的所有權仍歸軟件發佈者所有，因而使用「專有」一詞。
專有軟件許可證保留了軟件發行者與軟件有關的某些權利。

## 自由开源软件许可证
自由軟件基金會會按照其和各種原因來認為許可證是否為自由許可證。